# Kerevat
Kerevat – miasto w Papui-Nowej Gwinei, w prowincji Nowa Brytania Wschodnia.